# 牛の道

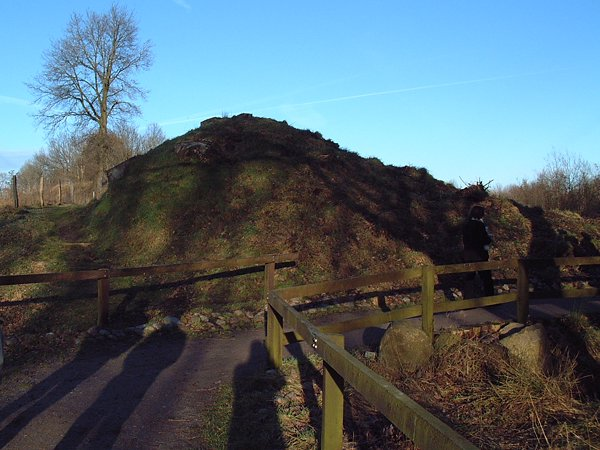
ダーネヴィアケ土塁（Dannevirke）の切り通しを抜ける牛の道

牛の道 （デンマーク語: Hærvejen、直訳：陸軍の道）は、デンマークとシュレスヴィヒ・ホルシュタインの間の旧街道である。この道は、ヴィボーからフレンズブルクを経由してハンブルクに至る。ハンブルク郊外のオクセンゾル地区（Ochsenzoll、直訳：牛の税関）で、他の道路とつながっていた。
歴史的には他にもいくつかの名前があり、Studevejen（牛の道）、Oksevejen / Ochsenweg（去勢牛の道）などがある。他国ではそのままHærvejenと書かれるか、一部それ以外の表記もある（ドイツ語: Ochsenweg、直訳：去勢牛の道。低地ドイツ語: Ossenpadd、直訳：去勢牛の小道。英語: Ox Road、去勢牛の道）。

## 歴史

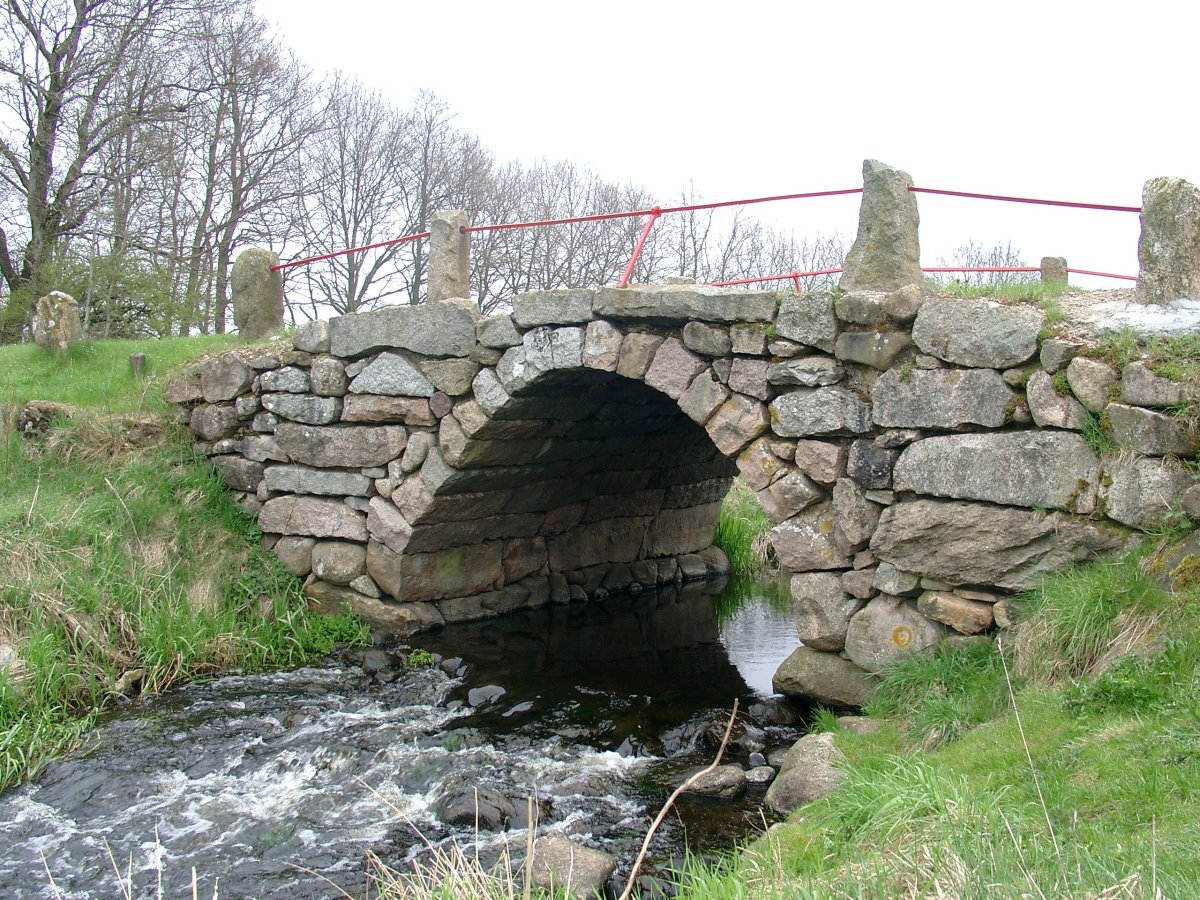
1744年建設、1844年石橋化、Povl橋（Povls Bro）

この道は、イギリスのリッジウェイと同様に、 Jyske Højderyg （ユトランド・リッジ）として知られるユトランド半島の分水嶺に沿うように走っている。そうすることで、川を避けたり、源流近くの水量を増す前の川を渡ることができた。時が経つにつれ、浅瀬に石を敷いたり、盛り土や橋などの道路改良がなされた。道沿いには、塚山、防御用の溝、集落、その他の歴史的建造物が集中している。その一部は紀元前4000年頃のものまであるが、新しい道路建設によって多くの遺構は失われている。それらのいくつかは最大100メートル (330 ft) に達する。道の使用はバイキング時代に減少した。これは船での移動が便利になったためである。そして道沿いではなく海岸沿いに新しい都市が建設された。
デンマークで最も古い集落の2つ、ヴィボーとイェリングはこの道沿いにある。
ユトランド半島の南部の狭い部分では、街道は西側の湿地帯と東側のモレーンの境界を通っていた。ハザスレウ、オーベンロー、フレンスブルク、シュレースヴィヒの近くでは、街道は西側の丘の上を通るバイパス道と、町へ通じる道に分岐していた。これらの町はいずれも、細長く内陸に切り込んだ湾に面していた。この道のドイツ側の南端の1つは、ハンブルクのオクセンゾルであり、かつてはそこに税関がおかれていた。
街道の一部はハンブルクを西に迂回して、ウェーデルまたはブランケネーゼに向かい 、エルベ川を越える渡し船でクランツ（当時はブレーメン大司教領）に繋がっていた.。東のバイパスはツォレンシュピーカー（1420年から1868年まで、ハンブルクとリューベックの共同統治 ）で、やはり渡し船を使ってエルベ川を越え、当時のリューネブルク侯領のホオップテに繋がっていた。エルベ川の南から、牛の道はヴェストファーレンまで続いていた。

## 使用
道路は重要な交易路だった。最も重要な商品は家畜（特に道の名に冠された去勢牛）だったが、琥珀、皮革、蜂蜜、毛皮も南に運ばれた。産業革命以前は、年間最大50,000頭の牛が牛の道を通って運ばれた。金属、ガラス、武器が北に運ばれた。
Hærvejenという名前にもかかわらず、北向きでも南向きでも、道が軍事侵攻に使用されることはめったになかった。それにもかかわらず、ユトランド半島を通るこの街道には多くの防御施設が建造されていた。

## 現在

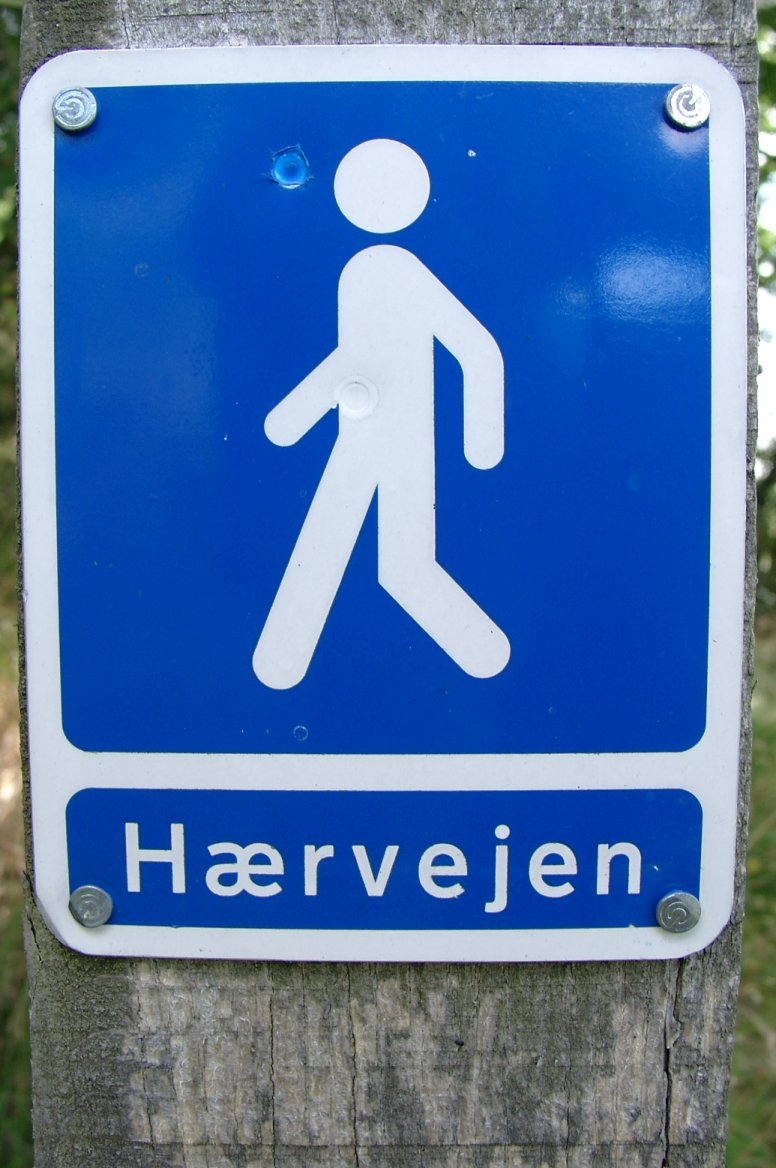
デンマークのHærvejenウォーキングルートの標識

現代の高速道路は古い道と同じ経路を通っている。
いくつかの場所では、古い街道、盛り土、羊の囲い、渡し場などが残っているのを見ることができる。
街道の一部は長距離のウォーキング用の道になっている。Hærvejsmarchenとして知られる人気のウォーキング大会が毎年開催される。エルベ川からヴィボーまでの国際自転車ルートも指定されている。